# Friedrich Weltz
Friedrich Oskar Weltz (* 13. Juli 1927 in München; † 13. Januar 2023) war ein deutscher Sozialwissenschaftler. 

## Leben
Friedrich Weltz studierte Anglistik und Germanistik in München und London. 1953 folgte die Promotion. Von 1954 bis 1958 war Weltz Forschungsassistent am Institut für Sozialforschung Frankfurt und von 1958 bis 1970 als selbständiger industriesoziologischer Berater tätig. Von 1971 bis 1974 war er Forschungsdirektor am Institut für Sozialwissenschaftliche Forschung (ISF) in München. Von 1975 bis 1992 war Weltz Leiter der Sozialwissenschaftlichen Projektgruppe (SPG), München.   
1985 erhielt er eine Honorarprofessur an der Georg-August-Universität Göttingen. Er hatte Lehraufträge an der Göttinger Universität, der Universität der Bundeswehr München und der Technischen Universität München. 1992/93 war er Visiting Scholar am Institute for European Studies der Harvard University mit einem Forschungsstipendium der SEL-Stiftung.
Friedrich Weltz starb am 13. Januar 2023 im Alter von 95 Jahren.

## Ehrungen und Auszeichnungen
- 1990 1. Preis der Stiftung Industrieforschung für die Studie Qualitätsförderung im Büro, gemeinsam mit Heinrich Bollinger und Rolf G. Ortmann[3]

## Schriften
- Altersbild und Altersvorsorge (mit Ludwig von Friedeburg und Jürgen Habermas). Europäische Verlagsanstalt, Frankfurt am Main 1958
- Student und Politik (mit Jürgen Habermas u. a.). Luchterhand, Neuwied 1961
- Vorgesetzte zwischen Management und Arbeitern. Enke, Stuttgart 1964
- Arbeit im Bürogroßraum, Ergebnisse einer soziologischen Fallstudie. Europäische Verlagsanstalt, Köln 1966
- Der zwischenbetriebliche Arbeitsplatzwechsel (mit Burkart Lutz), Europäische Verlagsanstalt, Köln, 1966 (Digitalisat)
- Technischer Wandel und Industriebetrieb (mit Rainer Schultz-Wild). Athenäum, Frankfurt am Main 1973 (Digitalisat)
- Facharbeiter im Industriebetrieb (mit Jürgen Sass und Gert Schmidt). Athenäum Verlag, Frankfurt am Main 1974 (Digitalisat)
- Weiterbildung und betriebliche Arbeitskräftepolitik (mit Jürgen Sass und Werner Sengenberger). Europäische Verlagsanstalt, Köln 1974 (Digitalisat)
- Weiterbildung – Aktionsfeld für den Betriebsrat (mit Werner Sengenberger und Mira Maase). Europäische Verlagsanstalt, Köln 1975 (Digitalisat)
- The Approach to Industrial Change (mit Eric Jacobs und Stanley Orwell). Anglo-German Foundation, London 1977
- Junge Frauen zwischen Beruf und Familie (mit Veronika Lullies). Campus, Frankfurt am Main 1979
- Innovation im Büro (mit Veronika Lullies). Campus, Frankfurt am Main 1983
- Arbeitsgestaltung in der öffentlichen Verwaltung (mit Horst Julich und Ursula Jacobi). Campus, Frankfurt am Main 1986
- Arbeitsstrukturierung in typischen Bürobereichen eines Industriebetriebes (mit Thomas Kiesmüller u. a.). BMFT-Schriftenreihe, Bonn 1987
- Qualitätsförderung im Büro (mit Heinrich Bollinger und Rolf G. Ortmann). Campus, Frankfurt am Main 1990
- Konfliktfeld Informationstechnik (mit Heinrich Bollinger und Veronika Lullies). Campus, Frankfurt am Main 1990
- Das Softwareprojekt (mit Rolf G. Ortmann). Campus, Frankfurt am Main 1992
- Wissenslogistik (mit Heinrich Bollinger und Veronika Lullies). Campus, Frankfurt am Main 1993
- Entfesselte Wissenschaft. Westdeutscher Verlag, Wiesbaden 1994
- Nachhaltige Innovation (mit Hans J. Pongratz). Edition Sigma, Berlin 2011